# Adafruit Industries
 (octobre 2020).
Si vous disposez d'ouvrages ou d'articles de référence ou si vous connaissez des sites web de qualité traitant du thème abordé ici, merci de compléter l'article en donnant les références utiles à sa vérifiabilité et en les liant à la section « Notes et références ».
Adafruit Industries est une entreprise fondée en 2005 par Limor Fried, une ingénieure américaine, qui se spécialise dans la vente et la production de composants électroniques et de matériel libre. Cette entreprise vise à diffuser des ressources pour apprendre l'électronique, les sciences et l'ingénierie, plus particulières auprès des femmes, des enfants et des novices.

## Origine et vision de l'entreprise
Le nom Adafruit vient du pseudonyme «ladyada» utilisé en ligne par Fried et représente un hommage à la pionnière informatique Ada Lovelace. Le but de la compagnie est d'encourager les gens à s'impliquer dans la technologie, la science et l'ingénierie. Les ensembles de projets sont conçus pour être des systèmes pratiques - et pas seulement des exercices académiques - et pour encourager plus de femmes à s'intéresser à ce domaine.

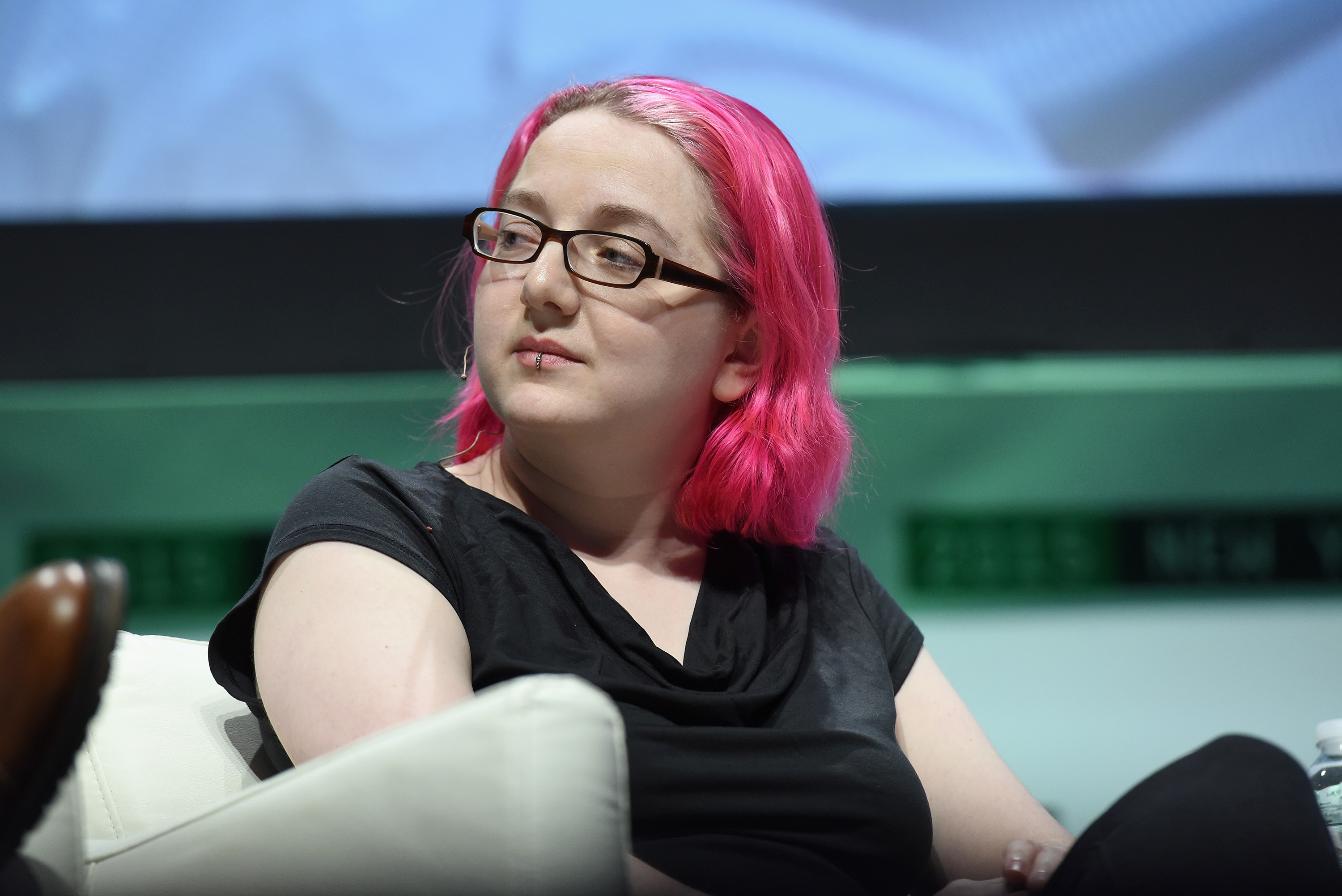
Limor Fried, fondatrice de Adafruit

## Fondation
Cette entreprise produit du matériel libre et a été fondée en 2005 par Limor Fried alors qu'elle était au MIT,.

## Production
L'entreprise conçoit, fabrique et vend des produits électroniques et de composants électroniques, des outils et des accessoires via son commerce en ligne. Elle produit aussi principalement des ressources pour apprendre l'électronique et l'ingénierie : des tutoriels écrits, des vidéos d'introduction pour débutants ainsi qu'une émission en ligne, diffusée en direct.
Tous les produits d'Adafruit sont manufacturés dans son usine de 4.000 mètres carrés dans le quartier West SoHo de Manhattan à New York.

## Aspects financiers
En 2013, l'entreprise a réalisé 22 millions de dollars américain de profits et a expédié plus d'un million de produits en 480 000 commandes. Le 27 janvier 2016, à 10h49 et 52 secondes (heure de New-York), la compagnie a accepté sa millionième commande.